# ЗЛіН (футбольний клуб)
ЗЛіН (біл. ЗЛіН) — професіональний білоруський футбольний клуб з міста Гомель, представляв Завод лиття та нормалей.

## Історія
Заснований у 1989 році, з цього часу представляв Завод лиття та нормалей. З 1989 по 1991 роки виступав у чемпіонаті Білоруської РСР, а з 1992 по 2005 рік виступав у Першій та Другій лізі Білорусі. Напередодні початку сезону 2006 року «Славія» та ЗЛін об'єдналися в одну команду, яка стала правонаступником «Славії» та розпочала виступати під її назвою. А клуб ЗЛіН припинив своє існування.

## Досягнення
- Друга ліга Білорусі
  -  Бронзовий призер (1): 1992, 1997 (Група Б)

## Статистика виступів
| Сезон   | Ліга         | М  | Іг | В  | Н  | П  | Голи  | Очки | Кубок       | Примітки                          |
| ------- | ------------ | -- | -- | -- | -- | -- | ----- | ---- | ----------- | --------------------------------- |
| 1992    | Друга (Д3)   | 3  | 15 | 9  | 2  | 4  | 22–15 | 20   | 1/16 фіналу | Отримане місце в Другій лізі      |
| 1992–93 | Друга (Д2)   | 6  | 30 | 14 | 6  | 10 | 51–37 | 34   |             |                                   |
| 1993–94 | Друга (Д2)   | 7  | 28 | 9  | 8  | 11 | 28–37 | 26   |             |                                   |
| 1994–95 | Друга (Д2)   | 14 | 30 | 8  | 5  | 17 | 26–67 | 21   | 1/32 фіналу | Виліт у Третю лігу                |
| 1995    | Третя-Б (Д3) | 11 | 12 | 3  | 2  | 7  | 16–19 | 11   |             |                                   |
| 1996    | Третя-Б (Д3) | 12 | 26 | 6  | 6  | 14 | 35–43 | 24   |             |                                   |
| 1997    | Третя-Б (Д3) | 3  | 28 | 17 | 5  | 6  | 60–27 | 56   |             | Отримане місце в Другій лізі      |
| 1998    | Перша (Д2)   | 7  | 30 | 12 | 8  | 10 | 42–41 | 44   |             | Зміна назви ліг                   |
| 1999    | Перша (Д2)   | 11 | 30 | 9  | 9  | 12 | 37–30 | 36   | 1/8 фіналу  |                                   |
| 2000    | Перша (Д2)   | 12 | 30 | 10 | 8  | 12 | 30–25 | 38   | 1/32 фіналу |                                   |
| 2001    | Перша (Д2)   | 7  | 28 | 9  | 8  | 11 | 35–36 | 35   |             |                                   |
| 2002    | Перша (Д2)   | 7  | 30 | 14 | 4  | 12 | 42–34 | 46   |             |                                   |
| 2003    | Перша (Д2)   | 6  | 30 | 14 | 6  | 10 | 47–38 | 48   |             |                                   |
| 2004    | Перша (Д2)   | 5  | 30 | 12 | 10 | 8  | 31–18 | 46   | 1/16 фіналу |                                   |
| 2005    | Перша (Д2)   | 4  | 30 | 14 | 12 | 4  | 35–17 | 54   | 1/32 фіналу | Об'єднання з мозирською «Славією» |

## Відомі гравці
- Михайло Конопелько